# Diego Klattenhoff
Diego Klattenhoff (ur. 30 listopada 1979 we French River) – kanadyjski aktor filmowy i telewizyjny. Występował w serialach Szpital Miłosierdzia, Homeland i Czarna lista.

## Życiorys
Urodził się 30 listopada 1979 we French River w Nowej Szkocji.
Występował w takich filmach jak: Wredne dziewczyny (2003), Księżniczka na lodzie (2005), Ognisty przybysz (2007), 1000 lat po Ziemi (2013) i Pacific Rim (2013), pojawił się w rolach gościnnych w serialach Tajemnice Smallville (2005), Ostry dyżur (2009) i 24 godziny (2009).
W latach 2009–2010 wcielał się w rolę Mike’a Callahana w Szpital Miłosierdzia, w latach 2011–2013 występował w serialu Homeland jako Mike Faber, od 2013 wciela się w rolę agenta FBI Donalda Resslera w nagradzanym serialu Czarna lista.